# Estación de Cortlandt Street (IRT Ninth Avenue Line)

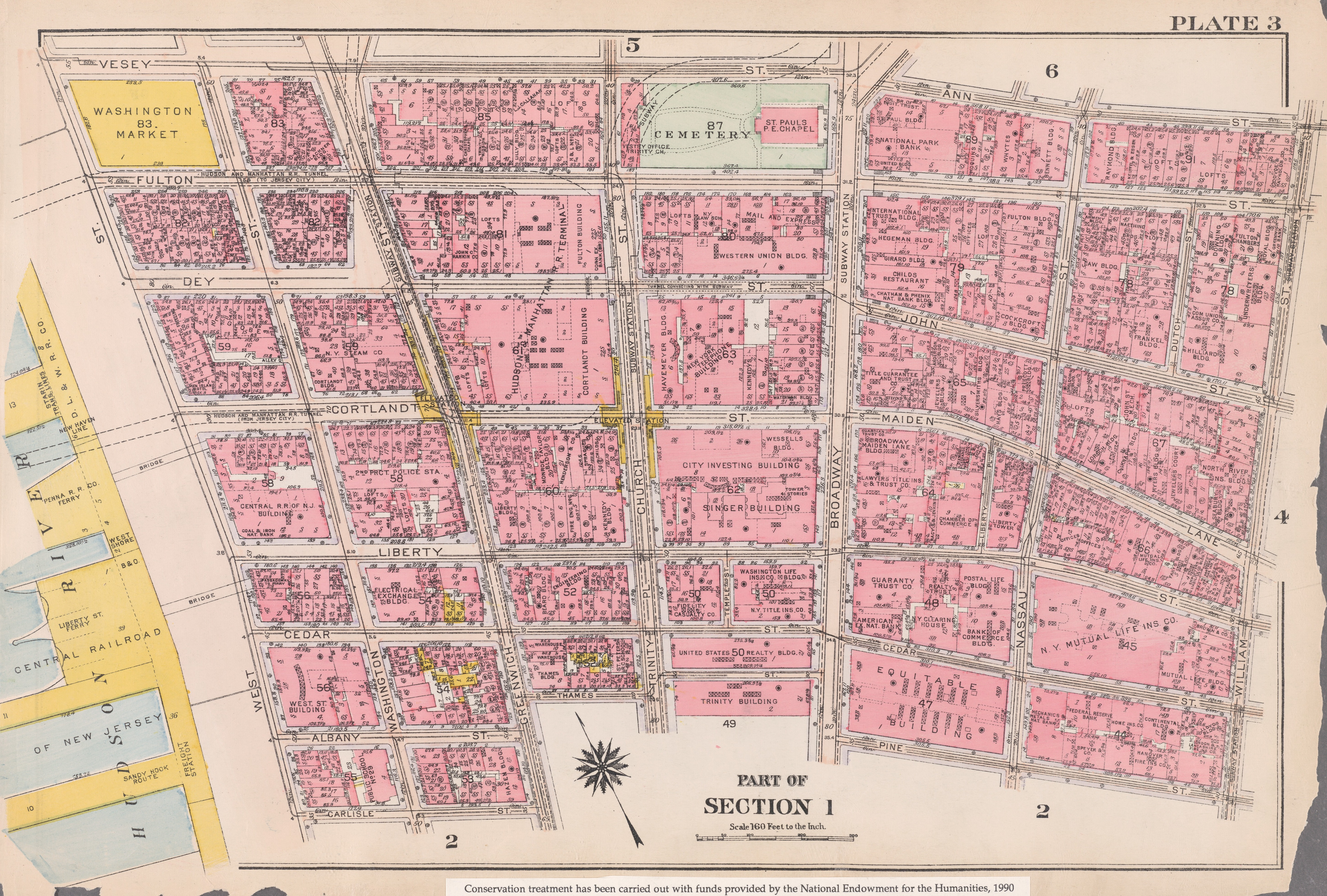
Estación de Cortlandt Street en un mapa publicado en 1916

La estación de Cortlandt Street fue una estación de Greenwich Street de la desaparecida línea IRT Ninth Avenue en Manhattan, Nueva York. Fue construida como reemplazo de la terminal sur original en Dey Street e inaugurada el 25 de mayo de 1874. Tenía tres vías, una plataforma de isla y dos plataformas laterales. Fue servida por trenes de la línea IRT Ninth Avenue . Cerró el 11 de junio de 1940. La siguiente parada en dirección sur para todos los trenes era Rector Street y la siguiente en dirección norte fue Barclay Street . La siguiente parada expresa hacia el norte fue Warren Street.
Esta estación estaba ubicada a dos manzanas de Liberty Street Ferry Terminal y Cortland Street Ferry Depot, las principales terminales de ferry para los pasajeros que viajaban a la Terminal Communipaw y la Terminal Exchange Place en Jersey City.
Sobre esta estación se construyó el World Trade Center .